# Graphicoglaucytes graphica
Graphicoglaucytes graphica är en skalbaggsart som först beskrevs av Jean Baptiste Boisduval 1835.  Graphicoglaucytes graphica ingår i släktet Graphicoglaucytes och familjen långhorningar. Inga underarter finns listade i Catalogue of Life.